# FIL-Sommerrodel-Cup 2019

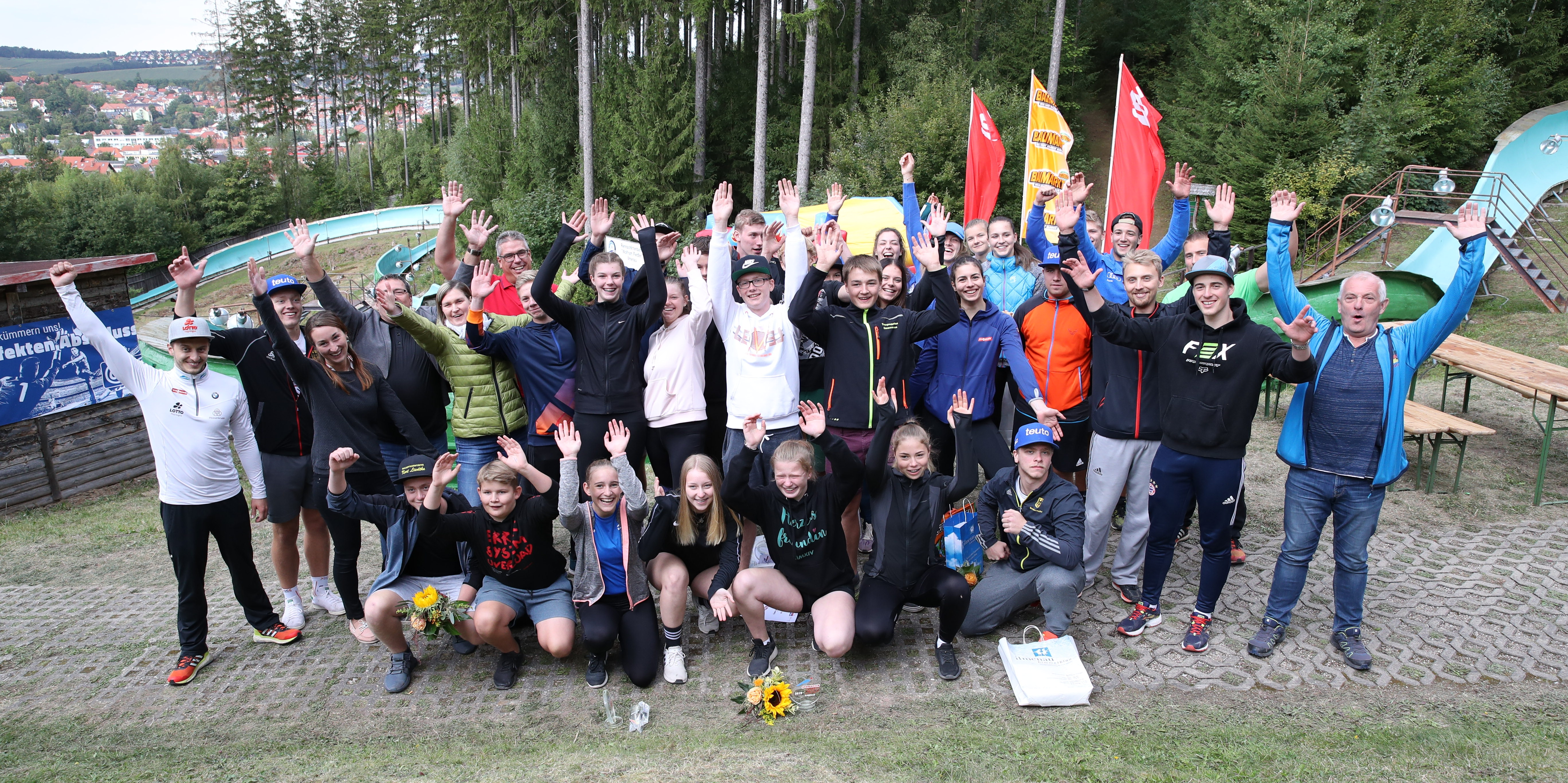
Gruppenfoto aller Teilnehmerinnen und Teilnehmer mit Ehrengästen

Der FIL-Sommerrodel-Cup 2019 war die 27. Auflage des von der Fédération Internationale de Luge de Course veranstalteten Sommerrodel-Cups, der am 6. und 7. September 2019 auf der Rennschlittenbahn „Wolfram Fiedler“ in Ilmenau ausgetragen wurde. Es fanden Wettbewerbe in den Altersklassen Elite/Junioren und Jugend A statt, die jeweils in drei Läufen entschieden wurden. Es siegten Johannes Ludwig und Jessica Degenhardt in der Altersklasse Elite/Junioren sowie Jonas Zander und Pauline Patz in der Altersklasse Jugend A.

## Titelverteidiger
Beim FIL-Sommerrodel-Cup im September 2018 siegten Andi Langenhan und Dajana Eitberger in der Altersklasse Elite/Junioren sowie Nico Baum und Lisa Lerch in der Altersklasse Jugend A. Alle vier traten nicht zur Verteidigung ihrer Titel an. Langenhan hatte seine Karriere bereits 2018 beendet, Eitberger ihre Karriere aufgrund einer Schwangerschaft unterbrochen. Baum trat in der Altersklasse Elite/Junioren an, schied dort aber bereits im Hoffnungslauf der Finalqualifikation aus, Lerchs österreichisches Team nahm nicht an der Veranstaltung teil.

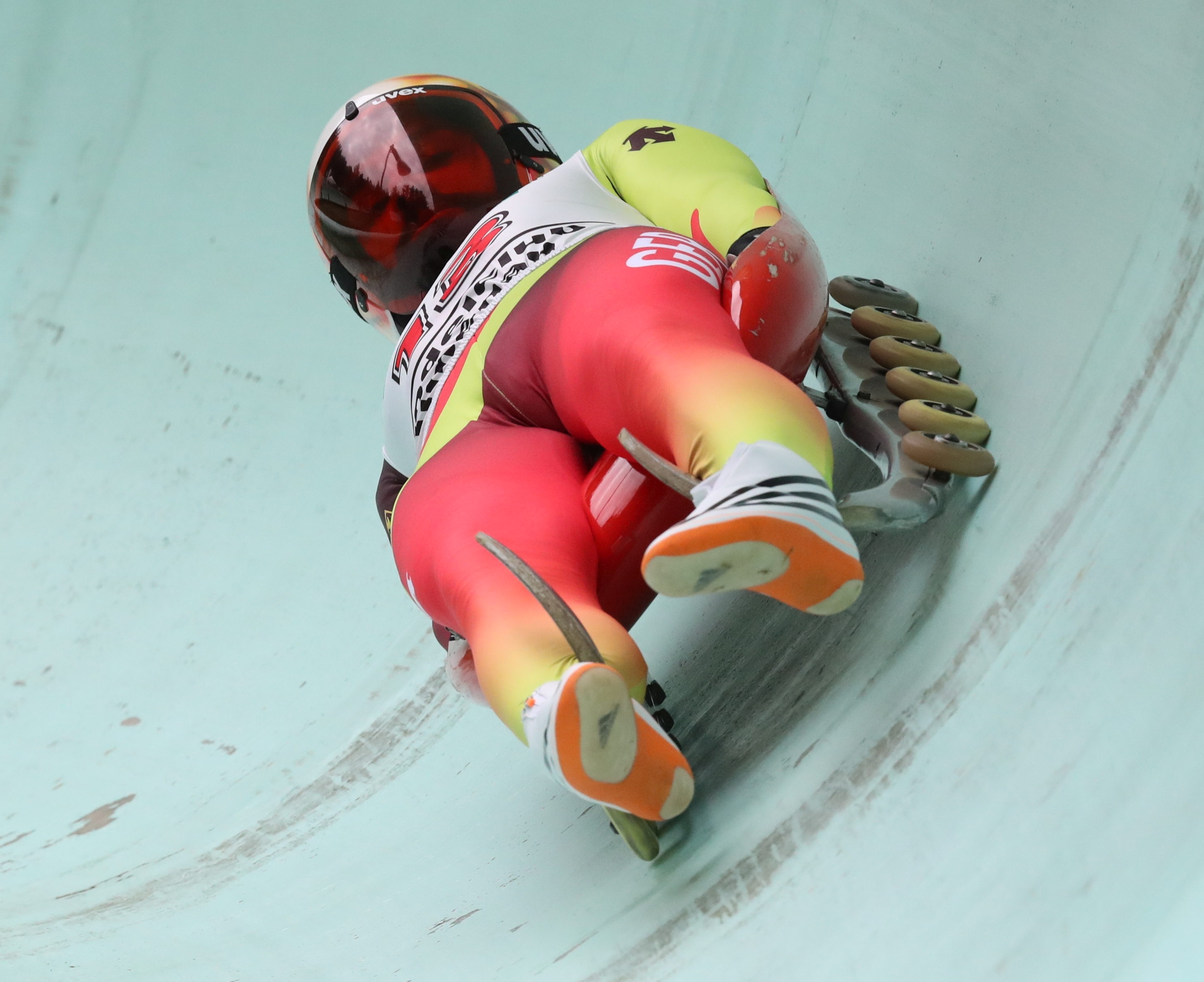
Andi Langenhan
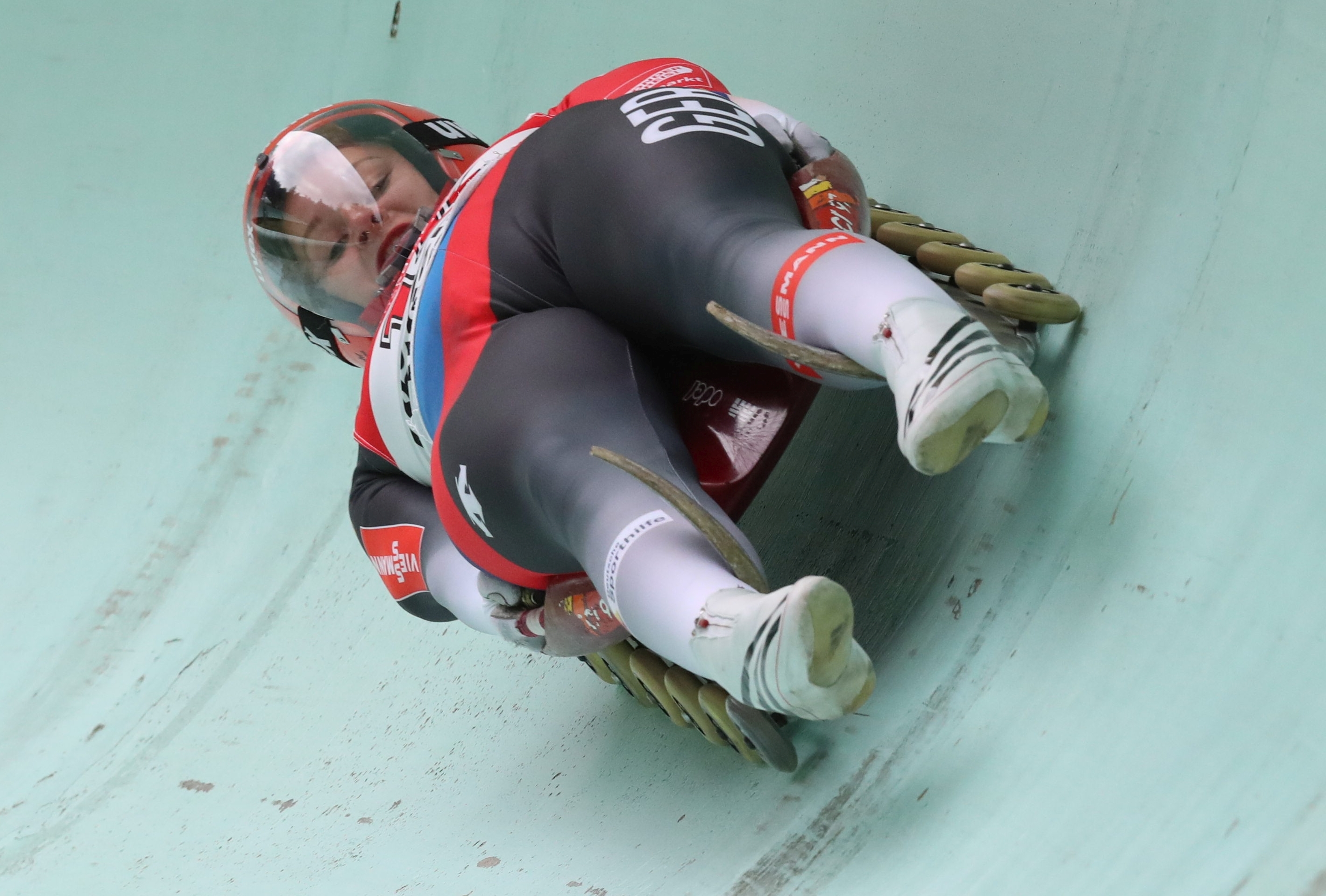
Dajana Eitberger
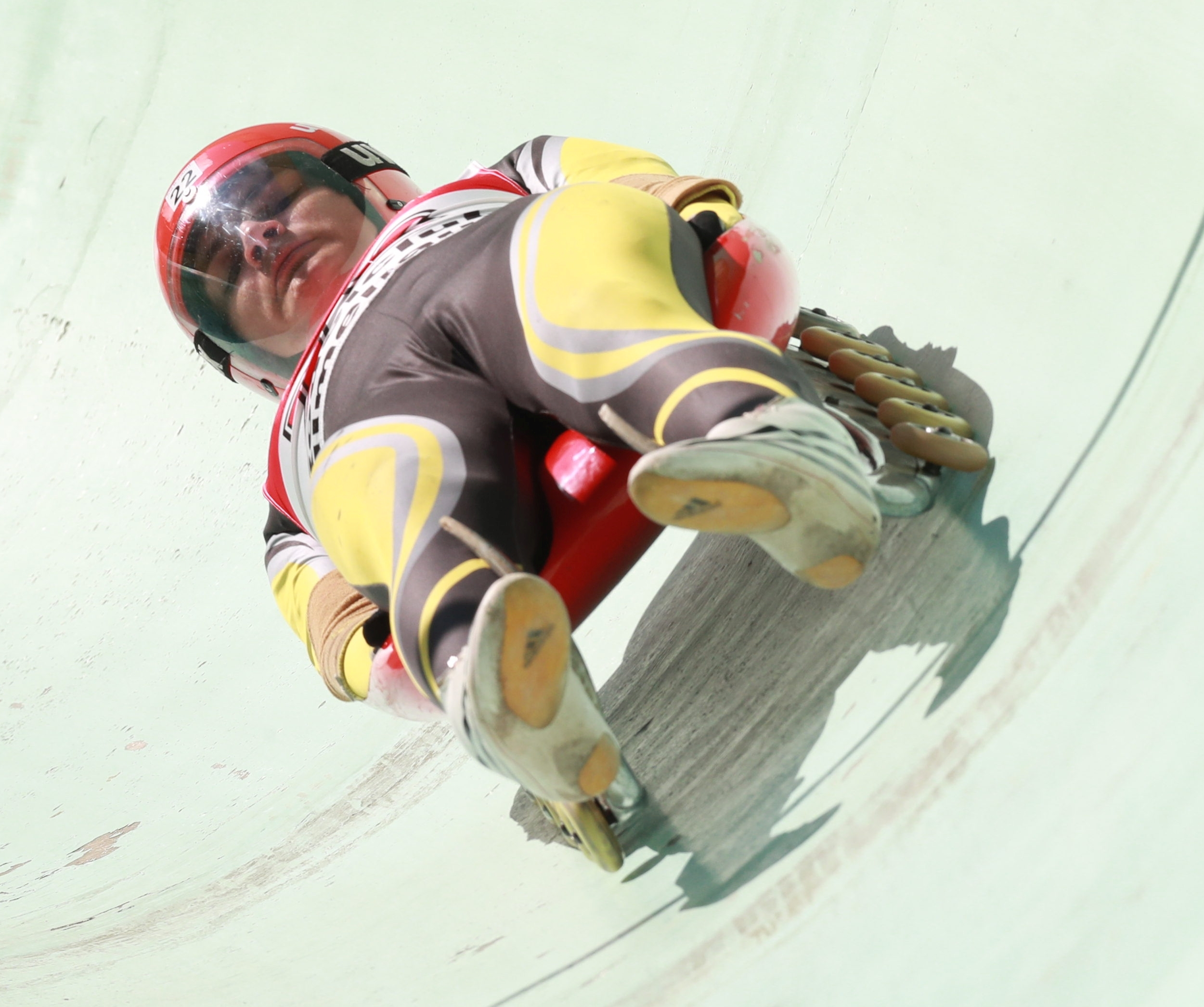
Nico Baum
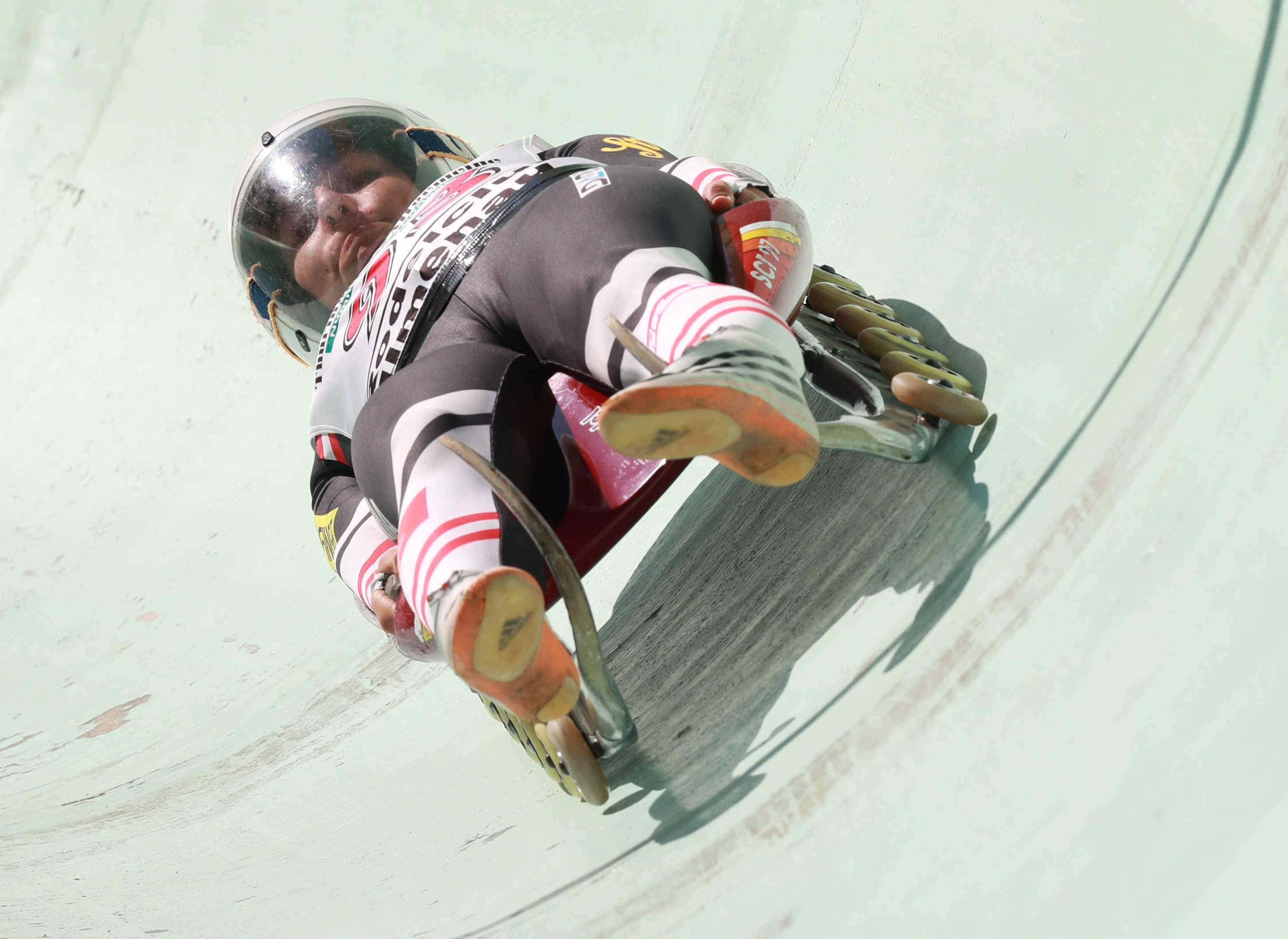
Lisa Lerch

## Ergebnisse

### Altersklasse Elite/Junioren

#### Männer
| Platz        | Sportler                       | Laufzeit 1                     | Laufzeit 2                     | Laufzeit 3                     | Endzeit                        |
| ------------ | ------------------------------ | ------------------------------ | ------------------------------ | ------------------------------ | ------------------------------ |
| 1            | Johannes Ludwig                | 20,400 s (1)                   | 20,474 s (3)                   | 20,462 s (1)                   | 1:01,336 Minuten               |
| 2            | Sebastian Bley                 | 20,448 s (2)                   | 20,557 s (6)                   | 20,504 s (4)                   | 1:01,509 Minuten               |
| 3            | Florian Berkes                 | 20,588 s (5)                   | 20,444 s (1)                   | 20,490 s (2)                   | 1:01,522 Minuten               |
| 4            | Sascha Benecken                | 20,535 s (4)                   | 20,512 s (5)                   | 20,503 s (3)                   | 1:01,550 Minuten               |
| 5            | Max Langenhan                  | 20,529 s (3)                   | 20,463 s (2)                   | 20,592 s (5)                   | 1:01,584 Minuten               |
| 6            | Paul Gubitz                    | 20,667 s (6)                   | 20,510 s (4)                   | 20,654 s (8)                   | 1:01,831 Minuten               |
| 7            | David Nößler                   | 20,811 s (9)                   | 20,604 s (7)                   | 20,637 s (6)                   | 1:02,052 Minuten               |
| 8            | Leon Felderer                  | 20,807 s (8)                   | 20,615 s (8)                   | 20,645 s (7)                   | 1:02,067 Minuten               |
| 9            | Thomas Jaensch                 | 20,756 s (7)                   | 20,636 s (9)                   | 20,691 s (10)                  | 1:02,083 Minuten               |
| 10           | Florian Löffler                | 20,838 s (10)                  | 20,743 s (11)                  | 20,828 s (11)                  | 1:02,409 Minuten               |
| 11           | Hannes Orlamünder              | 21,055 s (11)                  | 20,673 s (10)                  | 20,682 s (9)                   | 1:02,410 Minuten               |
|              | Valentin Steudte               | ausgeschieden im Hoffnungslauf | ausgeschieden im Hoffnungslauf | ausgeschieden im Hoffnungslauf | ausgeschieden im Hoffnungslauf |
| Nico Baum    | ausgeschieden im Hoffnungslauf | ausgeschieden im Hoffnungslauf | ausgeschieden im Hoffnungslauf | ausgeschieden im Hoffnungslauf |                                |
| Mathis Ertel | ausgeschieden im Hoffnungslauf | ausgeschieden im Hoffnungslauf | ausgeschieden im Hoffnungslauf | ausgeschieden im Hoffnungslauf |                                |
| Lukas Gufler | ausgeschieden im Hoffnungslauf | ausgeschieden im Hoffnungslauf | ausgeschieden im Hoffnungslauf | ausgeschieden im Hoffnungslauf |                                |
| Max Ewald    | ausgeschieden im Hoffnungslauf | ausgeschieden im Hoffnungslauf | ausgeschieden im Hoffnungslauf | ausgeschieden im Hoffnungslauf |                                |
| Moritz Jäger | ausgeschieden im Hoffnungslauf | ausgeschieden im Hoffnungslauf | ausgeschieden im Hoffnungslauf | ausgeschieden im Hoffnungslauf |                                |

#### Frauen
| Platz | Sportler           | Laufzeit 1   | Laufzeit 2   | Laufzeit 3   | Endzeit          |
| ----- | ------------------ | ------------ | ------------ | ------------ | ---------------- |
| 1     | Jessica Degenhardt | 20,942 s (2) | 20,933 s (2) | 20,764 s (1) | 1:02,639 Minuten |
| 2     | Merle Fräbel       | 21,013 s (3) | 20,865 s (1) | 21,064 s (3) | 1:02,942 Minuten |
| 3     | Vanessa Schneider  | 20,916 s (1) | 20,987 s (3) | 21,135 s (5) | 1:03,038 Minuten |
| 4     | Elisa Storch       | 21,175 s (6) | 21,044 s (4) | 21,133 s (4) | 1:03,352 Minuten |
| 5     | Verena Hofer       | 21,107 s (5) | 21,208 s (6) | 21,060 s (2) | 1:03,375 Minuten |
| 6     | Marion Oberhofer   | 21,054 s (4) | 21,133 s (5) | 21,211 s (6) | 1:03,398 Minuten |

### Altersklasse Jugend A

#### Männlich
| Platz | Sportler         | Laufzeit 1   | Laufzeit 2   | Laufzeit 3   | Endzeit          |
| ----- | ---------------- | ------------ | ------------ | ------------ | ---------------- |
| 1     | Jonas Zander     | 20,533 s (2) | 20,512 s (2) | 20,470 s (1) | 1:01,515 Minuten |
| 2     | Carlos Stang     | 20,527 s (1) | 20,457 s (1) | 20,550 s (3) | 1:01,534 Minuten |
| 3     | Niklas Zehner    | 20,633 s (3) | 20,626 s (3) | 21,517 s (2) | 1:01,776 Minuten |
| 4     | Colin Deckert    | 20,785 s (5) | 20,743 s (4) | 20,719 s (4) | 1:02,247 Minuten |
| 5     | Yann-Luis Möller | 20,731 s (4) | 20,797 s (5) | 20,781 s (5) | 1:02,309 Minuten |
| 6     | Robin Heymann    | 20,885 s (6) | 20,811 s (6) | 20,843 s (7) | 1:02,539 Minuten |
| 7     | Martin Buchheim  | 20,927 s (7) | 20,841 s (7) | 20,793 s (6) | 1:02,561 Minuten |

#### Weiblich
| Platz | Sportler             | Laufzeit 1    | Laufzeit 2    | Laufzeit 3    | Endzeit          |
| ----- | -------------------- | ------------- | ------------- | ------------- | ---------------- |
| 1     | Pauline Patz         | 20,598 s (2)  | 20,405 s (1)  | 20,525 s (2)  | 1:01,528 Minuten |
| 2     | Alina Bräutigam      | 20,601 s (3)  | 20,560 s (3)  | 20,568 s (3)  | 1:01,729 Minuten |
| 3     | Nina Zöggeler        | 20,503 s (1)  | 20,595 s (4)  | 21,669 s (8)  | 1:01,767 Minuten |
| 4     | Sarah Hörnlein       | 20,771 s (6)  | 20,626 s (5)  | 20,510 s (1)  | 1:01,907 Minuten |
| 5     | Laura Skel           | 20,834 s (9)  | 20,539 s (2)  | 20,583 s (5)  | 1:01,956 Minuten |
| 6     | Katharina Putzer     | 20,768 s (5)  | 20,684 s (7)  | 20,571 s (4)  | 1:02,023 Minuten |
| 7     | Elia Reitmeier       | 20,681 s (4)  | 20,676 s (6)  | 20,674 s (9)  | 1:02,031 Minuten |
| 8     | Franziska Buff       | 20,832 s (8)  | 20,685 s (8)  | 20,661 s (7)  | 1:02,178 Minuten |
| 9     | Lea-Michelle Dietsch | 20,798 s (7)  | 20,829 s (9)  | 20,651 s (6)  | 1:02,278 Minuten |
| 10    | Nadia Falkensteiner  | 21,213 s (10) | 20,833 s (10) | 20,846 s (10) | 1:02,892 Minuten |